# (31128) 1997 SL9
(31128) 1997 SL9 est un astéroïde de la ceinture principale d'astéroïdes découvert en 1997.

## Description
(31128) 1997 SL9 a été découvert le 27 septembre 1997 à l'observatoire de Kitt Peak, situé dans l'Arizona (États-Unis), par le projet Spacewatch de l’université de l'Arizona.

### Caractéristiques orbitales
L'orbite de cet astéroïde est caractérisée par un demi-grand axe de 2,59 ua, un périhélie de 2,14 ua, une excentricité de 0,17 et une inclinaison de 2,74° par rapport à l'écliptique. Du fait de ces caractéristiques, à savoir un demi-grand axe compris entre 2 et 3,2 ua et un périhélie supérieur à 1,666 ua, il est classé, selon la JPL Small-Body Database, comme objet de la ceinture principale d'astéroïdes.

### Caractéristiques physiques
(31128) 1997 SL9 a une magnitude absolue (H) de 16,3 et un albédo estimé à 0,294.